# Elacomia histrionica
Elacomia histrionica là một loài bọ cánh cứng trong họ Cerambycidae.